# الدوري الإسباني الدرجة الثانية 1941–42
دوري الدرجة الثانية الإسباني 1941–42 (بالإسبانية: Segunda División de España 1941-42) هو موسم من دوري الدرجة الثانية الإسباني. فاز فيه ريال بيتيس.